# Colorful Guizhou Airlines
Colorful Guizhou Airlines (кит.: 多彩贵州航空多彩贵州航空) — китайська бюджетна авіакомпанія зі штаб-квартирою в міському окрузі Гуйян (провінція Гуйчжоу, КНР), що працює в сфері регіональних пасажирських перевезень. Перша приватна авіакомпанія в Гуйчжоу.
Портом приписки перевізника і його головним транзитним вузлом (хабом) є міжнародний аеропорт Гуйян Лундунбао.

## Історія
Colorful Guizhou Airlines була заснована 19 червня 2015 року як спільне підприємство двох китайських інвестиційних холдингів — «Guizhou Industrial Investment (Group) Co., Ltd.» і «Weining County Construction Investment Group», дозвіл на створення перевізника було видано Адміністрацією цивільної авіації Китайської Народної Республіки днем раніше. Спочатку компанії планувалося дати назву Duocai Guizhou Airlines, однак внаслідок маркетингової політики і реклами влади провінції Гуйчжоу було прийнято рішення на користь Colorful Guizhou Airlines, що символізує велику різноманітність традицій і культур в провінції.
У червні 2015 року авіакомпанія розмістила замовлення на 17 літаків Embraer E-Jet, 7 одиниць з яких у твердому замовленні і 10 одиниць — за опціоном. Загальна сума угоди склала 834 мільйони доларів США. До 2020 року перевізник планує розширити флот до 30 повітряних суден, а в майбутньому — до 120—140 лайнерів.
Перший літак Colorful Guizhou Airlines отримала 5 грудня 2015 року, другий — вже 18 грудня того ж року15 грудня 2015 року авіакомпанія подала в CAAC заявку на отримання сертифіката експлуатанта.
31 грудня 2015 року Colorful Guizhou Airlines почала операційну діяльність, виконавши свій перший регулярний рейс з Гуйяна в Біцзе.

## Загальні відомості
Обидва холдингу, утворили авіакомпанію, інвестували в неї близько одного мільярда юанів.
Головою ради директорів Colorful Guizhou Airlines є Чжай Ян, який одночасно є головою ради директорів фінансового холдингу «Guizhou Industrial Investment Group».

## Маршрутна мережа
У лютому 2016 року маршрутна мережа регулярних перевезень авіакомпанії Colorful Guizhou Airlines охоплювала такі пункти призначення:

## Флот
У січні 2016 року авіакомпанія Colorful Guizhou Airlines експлуатувала такі літаки:
| Тип літака  | В експлуатації | Замовлено | Опціон | Пасажирських місць | Примітки |
| Тип літака  | В експлуатації | Замовлено | Опціон | Y                  | Примітки |
| Embraer 190 | 2              | 5         | 10     | 98                 |          |